# BMW N40
BMW N40 – silnik BMW

## N40
| Liczba cylindrów           | 4                                      |
| Średnica cylindrów         | 84 mm                                  |
| Skok tłoka                 | 72 mm                                  |
| Pojemność                  | 1596 cm³                               |
| Stopień sprężania          | 10,25:1                                |
| Moc maksymalna             |                                        |
| Obroty maksymalne          | 6300 obr./min (chwilowe 6500 obr./min) |
| Maksymalny moment obrotowy |                                        |